# Sport Clube Calejão
Sport Clube Calejão is een Kaapverdische voetbalclub. De club speelt in de São Nicolau Eiland Divisie, op Calejão in São Nicolau, waarvan de kampioen deelneemt aan het Kaapverdisch voetbalkampioenschap, de eindronde om de landstitel.